# Natrix helvetica
La biscia dal collare barrata (Natrix helvetica) è un serpente non velenoso appartenente alla superfamiglia Colubroidea, famiglia Natricidae nativo dell'Europa occidentale. Questa specie è tipica di ambienti acquatici, similmente alla specie sorella Natrix natrix, della quale era considerata essere una sottospecie fino all'agosto 2017, quando l'analisi genetica ha portato alla sua riclassificazione come specie valida.

## Sottospecie
Attualmente sono riconosciute cinque sottospecie di Natrix helvetica (precedentemente classificate come sottospecie di N. natrix):
- N. helvetica helvetica (sin. N. natrix helvetica)
- N. helvetica cetti (sin. N. natrix cetti)
- N. helvetica corsa (sin. N. natrix corsa)
- N. helvetica lanzai (sin. N. natrix lanzai)
- N. helvetica sicula (sin. N. natrix sicula)

## Descrizione

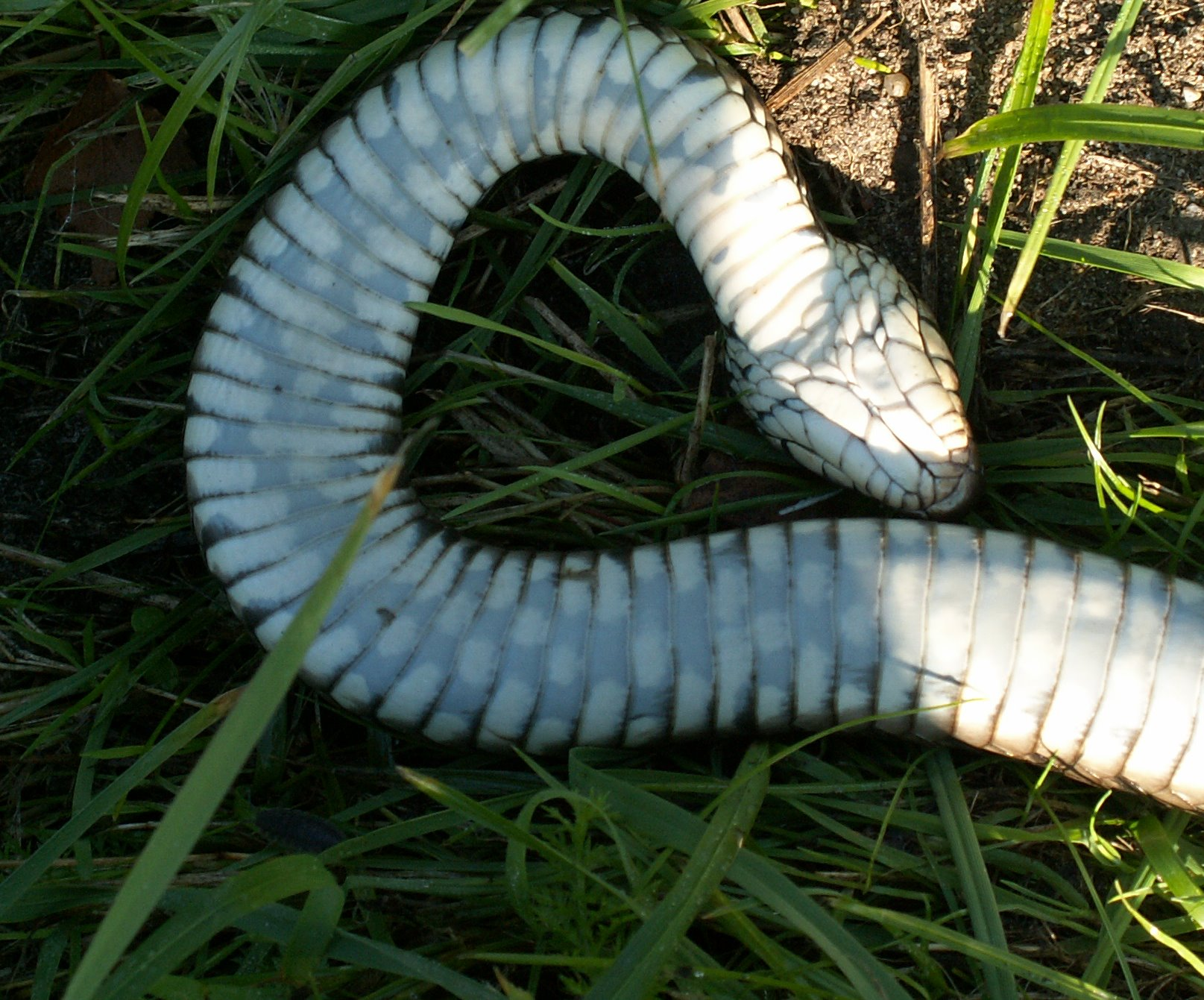
Individuo in tanatosi.

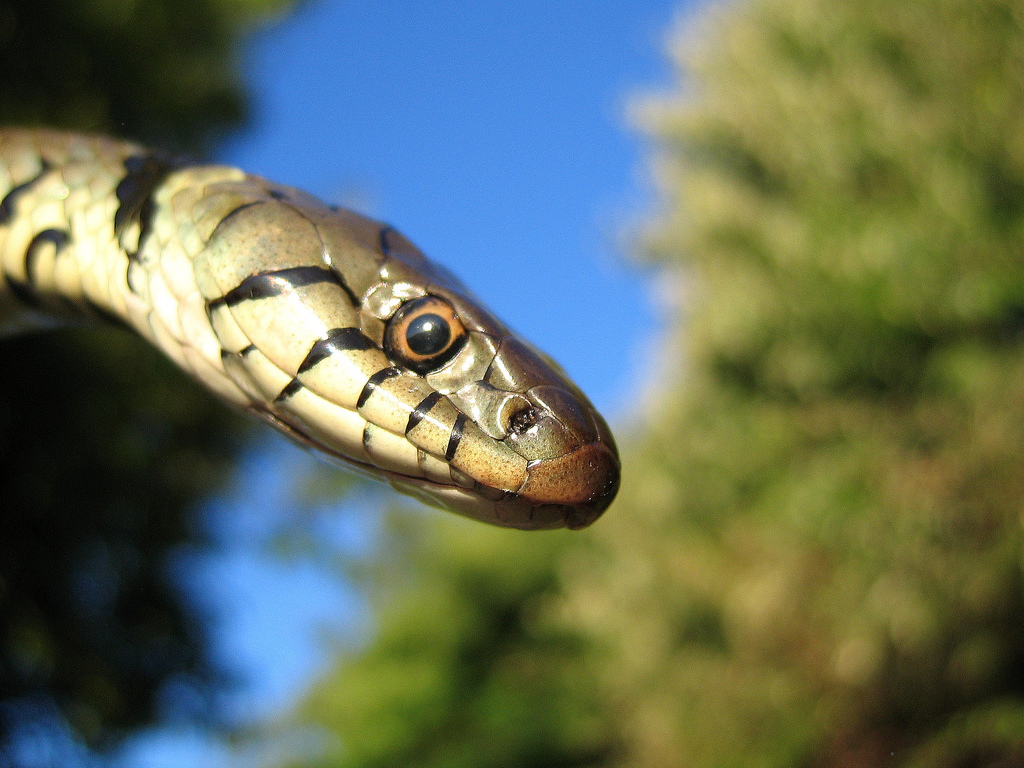
Testa che mostra il tipico collare giallo che dà il nome alla specie.

La biscia dal collare ha una parte superiore del corpo grigio-verde scuro con caratteristica barra nera lungo i fianchi, per la quale è possibile distinguerla da N. natrix. Le parti inferiori sono pallide. Ha un caratteristico collare giallo e nero intorno al collo, come la specie sorella. Può raggiungere una lunghezza di oltre un metro.

## Ecologia

### Alimentazione

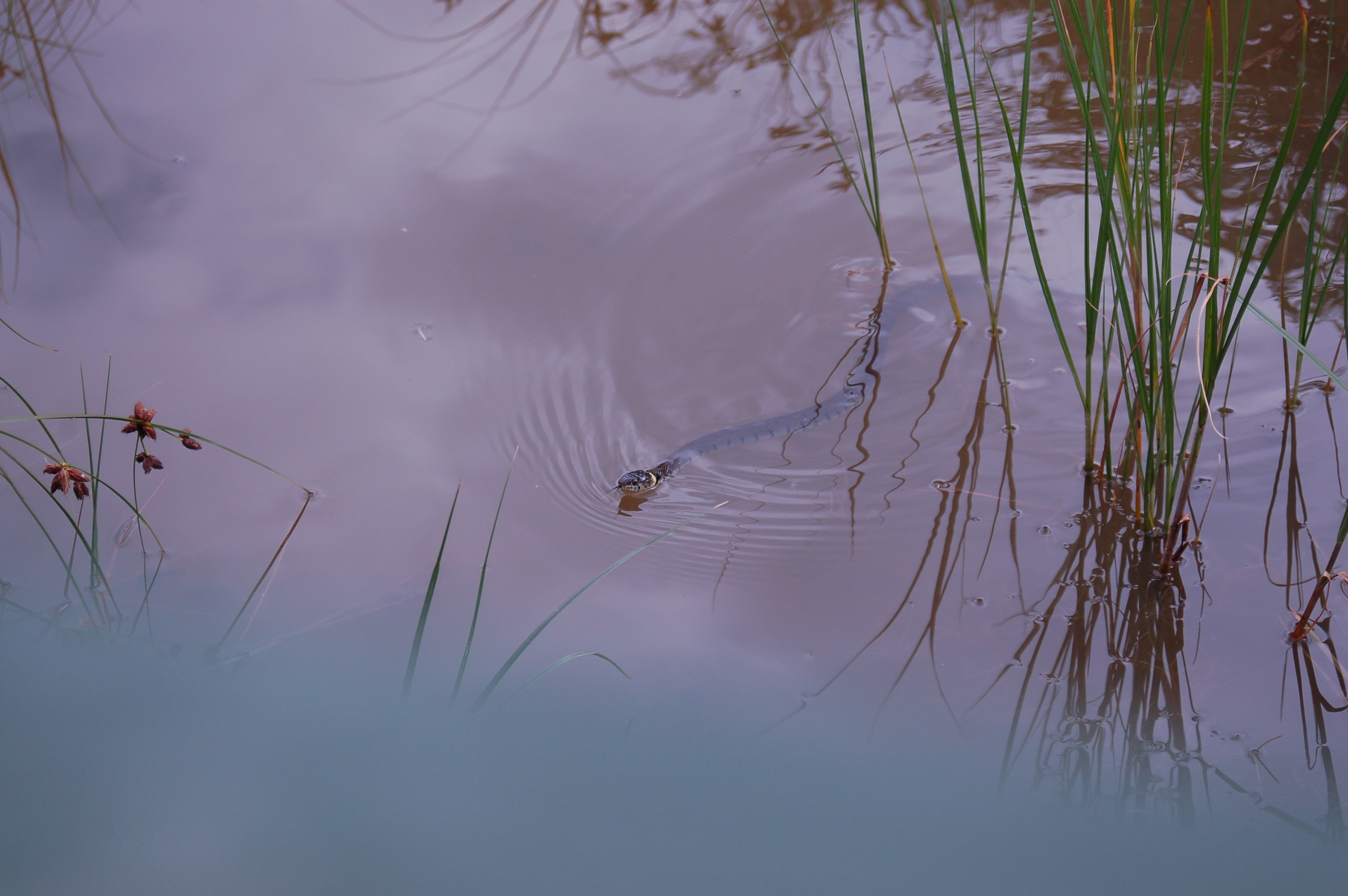
Natrice dal collare barrata durante il nuoto.

Le bisce dal collare barrate predano principalmente anfibi, in particolare il rospo comune e la rana comune, anche se occasionalmente possono anche consumare formiche e larve[?]. Sono stati osservati serpenti in cattività prendere lombrichi offerti a mano, mentre non vengono mai accettate prede morte. La specie cerca sempre attivamente la preda, spesso sui bordi dell'acqua, usando vista e olfatto (usando l'organo di Jacobson). Le prede vengono consumate vive, senza la costrizione. Dopo la riproduzione estiva, le bisce tendono a spaziare ampiamente per la caccia, spostandosi fino a diverse centinaia di metri in un giorno. Riuscendo a predare specie molto più grandi di loro, esse possono aver bisogno anche solo di due o tre prede significative durante un'intera stagione.

### Habitat
Le bisce dal collare barrate mostrano elevata abilità natatoria e possono essere trovate vicino all'acqua dolce, anche se ci sono prove che i singoli serpenti spesso non hanno bisogno di corpi idrici durante l'intera stagione. L'ambiente preferito dalla specie sembra essere il bosco aperto e zone di ecotono, come i margini dei campi e i bordi dei boschi, in quanto questi possono offrire un rifugio adeguato pur offrendo ampie opportunità di termoregolazione. Anche i bordi degli stagni sono molto frequentati dalla specie. Le bisce, in quanto animali ectotermi, hanno bisogno di svernare in zone non soggette al gelo e di solito trascorrono l'inverno sottoterra, dove la temperatura è relativamente stabile.

### Riproduzione

Due individui in accoppiamento.

Con l'avvicinarsi della primavera, i maschi emergono per primi e trascorrono gran parte della giornata crogiolandosi al sole per aumentare la temperatura corporea e quindi il metabolismo; una tattica per massimizzare la produzione di sperma. I maschi si accoppiano con le femmine non appena emergono entro due settimane più tardi, in aprile. Le uova dalla pelle coriacea vengono deposte in lotti da otto a 40 da giugno a luglio e si schiudono dopo circa 10 settimane. Per sopravvivere e schiudersi, le uova richiedono una temperatura di almeno 21 °C, preferibilmente 28 °C, con elevata umidità. Le aree di vegetazione in decomposizione, come i cumuli di compost, sono luoghi preferiti per la deposizione. Alla schiusa i piccoli sono lunghi circa 18 cm e sono immediatamente indipendenti, a essi non vengono infatti fornite cure parentali di alcun tipo.

### Muta
L'Ecdisi si verifica almeno una volta durante la stagione attiva. Man mano che la pelle esterna si consuma e il serpente cresce, la nuova pelle si forma sotto la vecchia, comprese le squame degli occhi, che possono diventare di un colore blu/bianco lattiginoso. Questo deriva da una secrezione oleosa tra la vecchia e la nuova pelle; anche la colorazione del serpente apparirà opaca, come se l'animale fosse polveroso. Questo processo influisce sulla vista dei serpenti, che durante questo periodo non si muovono né cacciano e sono anche, in comune con la maggior parte degli altri serpenti, più aggressivi verso potenziali minacce. La pelle esterna viene infine rimossa in un unico pezzo, al che viene ripresa la normale attività di movimento.

### Difesa
Come metodo difensivo possono produrre un fluido dall'odore di aglio dalle ghiandole anali e fingere la morte (tanatosi) diventando completamente molli, con la possibilità di secernere sangue dalla bocca e dal naso. Possono anche esibirsi in modo aggressivo in difesa, sibilando e colpendo senza aprire la bocca. Raramente mordono in difesa. Quando vengono catturati, spesso rigurgitano il contenuto dello stomaco.